# Дир Лоџ (Монтана)
Дир Лоџ (енгл. Deer Lodge) град је у америчкој савезној држави Монтана.

## Демографија
По попису из 2010. године број становника је 3.111, што је 310 (-9,1%) становника мање него 2000. године.
| Група             | 2000.         | 2010.         |
| Белци             | 3.230 (94,4%) | 2.976 (95,7%) |
| Афроамериканци    | 1 (0,0%)      | 19 (0,6%)     |
| Азијати           | 21 (0,6%)     | 18 (0,6%)     |
| Хиспаноамериканци | 63 (1,8%)     | 38 (1,2%)     |
| Укупно            | 3.421         | 3.111         |